# Mark Bernștein
Mark  Bernștein (belarusă Марк Ізрайлевіч Бернштэйн, n. 19 august 1965, Minsk, RSS Belarusă, URSS) este un antreprenor belarus și contributor la Wikipedia în limba rusă. 
Fiind clasat în top 10, este unul dintre cei mai activi contribuitori la Wikipedia în limba rusă, unde editează sub pseudonimul Pessimist2006.
La 11 martie 2022, a fost reținut la Minsk în urma unor acuzații online privind încălcarea legislației ruse din 2022 referitoare la cenzura în timpul războiului. Aceste acuzații aveau legătură cu activitatea sa editorială pe Wikipedia, în special asupra articolelor referitoare la invazia rusă a Ucrainei.
A fost condamnat la 15 zile de arest administrativ, pentru nesupunere față de un ordin legal al autorităților. Ulterior, detenția sa a fost prelungită, iar la 24 iunie 2022 a fost condamnat la trei ani de „libertate restricționată”, fiind eliberat din arest preventiv.

## Biografie
S-a născut la 19 august 1965, la Minsk. Între anii 1982 și 1986 a studiat la Institutul Politehnic din Belarus. 

## Activitatea Wikipedia
Bernștein contribuie la Wikipedia din 2009 sub pseudonimul Pessimist2006. El s-a numărat printre cei 10 cei mai activi contributori la Wikipedia în limba rusă, cu peste 300.000 de editări. A fost angajat de alte edituri enciclopedice pentru a redacta articole. A descris drept cea mai importantă realizare a sa în Wikipedia articolul despre cenzura în Uniunea Sovietică, în care a utilizat aproximativ 250 de surse. În aceeași perioadă, a fost intervievat de Deutsche Welle în calitate de expert privind dezvoltarea proiectului Wikipedia în limba belarusă, care există în două versiuni gramaticale: tarașchievica și narkamauka.
Pe 28 iulie 2022, Bernștein a anunțat revenirea sa la editarea Wikipedia.

## Reținerea lui Mark Bernștein
Când unii contribuitori la Wikipedia în limba rusă au susținut că titlul „Invazia rusă a Ucrainei (2022)” contravine politicii Wikipedia privind punctul de vedere neutru, Bernștein a răspuns: „Trupele ruse au invadat teritoriul Ucrainei. Este un fapt, nu un punct de vedere”. La 10 martie 2022, un canal de propagandă rus de pe Telegram, numit Mrakoboreț, a publicat informații personale despre Bernștein și l-a acuzat de încălcarea noii legi ruse privind răspândirea de „informații false”. Canalul a susținut că editările lui Bernștein în articolele despre invazia rusă a Ucrainei în 2022 încalcă această lege.
La 11 martie 2022, Direcția Principală pentru Combaterea Crimei Organizate și Corupției din Belarus l-a reținut pe Bernștein în Minsk. Canalele pro-guvernamentale de Telegram au publicat o înregistrare video a reținerii sale și l-au acuzat că ar fi răspândit informații „anti-ruse” false. La 12 martie 2022, el a fost condamnat la 15 zile de arest administrativ pentru „nesupunere față de un ordin sau cerință legală a unui funcționar”.
La 11 martie 2022, Fundația Wikimedia, care administrează Wikipedia și alte proiecte Wikimedia, a declarat, ca răspuns la o solicitare privind reținerea lui Bernștein, că echipele sale de Trust and Safety and și Human Rights „monitorizează criza din Ucraina” și „mențin un contact strâns cu comunitățile Wikimedia din regiune pentru a asigura siguranța acestora și pentru a răspunde nevoilor lor”.
La 26 martie 2022, ziarul belarus Nașa Niva a raportat că Bernștein nu a fost eliberat după cele 15 zile de arest și a susținut că a fost acuzat de „organizare și pregătire de acțiuni care încalcă grav ordinea publică, sau participare activă la acestea”. Într-o declarație comună a șapte organizații, inclusiv Centrul pentru Drepturile Omului „Viasna”, datată 29 martie 2022, el a fost recunoscut ca deținut politic.

### Libertate restricționată
La 24 iunie 2022, într-o a doua condamnare, Bernștein a primit o sentință de tip „libertate condiționată”, cu restricții de libertate pe o perioadă de trei ani, pentru „organizarea și pregătirea de activități care perturbă ordinea publică”. Bernștein a declarat că este nevinovat. Radio Europa Liberă a descris justificarea acuzației ca fiind „neclară”.